# كاي نيمينن
كاي نيمينن (بالفنلندية: Kai Nieminen)‏ هو مترجم وشاعر فنلندي، ولد في 11 مايو 1950 في هلسنكي في فنلندا.